# Швейцарія на літніх Олімпійських іграх 2016
Швейцарію на літніх Олімпійських іграх 2016 представляли 107 спортсменів у 17 видах спорту.

## Медалісти
| Медаль | Спортсмени                                      | Вид спорту            | Дисципліна                         | Дата      |
| ------ | ----------------------------------------------- | --------------------- | ---------------------------------- | --------- |
| Золото | Фаб'ян Канчеллара                               | Велоспорт             | роздільна шосейна гонка (чоловіки) | 10 серпня |
| Золото | Маріо Гір Сімон Ніпманн Сімон Шюрх Лукас Трамер | Академічне веслування | четвірки, легка вага (чоловіки)    | 11 серпня |
| Золото | Ніно Шуртер                                     | Велоспорт             | маунтінбайк (чоловіки)             | 21 серпня |
| Срібло | Тімеа Бачинскі Мартіна Хінгіс                   | Теніс                 | жіночий парний турнір              | 14 серпня |
| Срібло | Нікола Шпіріг                                   | Тріатлон              | жінки                              | 20 серпня |
| Бронза | Хейді Дітхельм Гербер                           | Стрільба              | пістолет, 25 метрів (жінки)        | 9 серпня  |
| Бронза | Джулія Штайнгрубер                              | Гімнастика            | опорний стрибок (жінки)            | 14 серпня |

## Легка атлетика
Легенда
- Note – для трекових дисциплін місце вказане лише для забігу, в якому взяв участь спортсмен
- Q = пройшов у наступне коло напряму
- q = пройшов у наступне коло за добором (для трекових дисциплін - найшвидші часи серед тих, хто не пройшов напряму; для технічних дисциплін - увійшов до визначеної кількості фіналістів за місцем якщо напряму пройшло менше спортсменів, ніж визначена кількість)
- NR = Національний рекорд
- N/A = Коло відсутнє у цій дисципліні
- Bye = спортсменові не потрібно змагатися у цьому колі

Трекові і шосейні дисципліни
Чоловіки
| Спортсмен           | Дисципліна        | Попередній забіг | Попередній забіг | Півфінал        | Півфінал        | Фінал           | Фінал           |
| Спортсмен           | Дисципліна        | Результат        | Місце            | Результат       | Місце           | Результат       | Місце           |
| ------------------- | ----------------- | ---------------- | ---------------- | --------------- | --------------- | --------------- | --------------- |
| Тадессе Абрахам     | Марафон           | Н/Д              | Н/Д              | Н/Д             | Н/Д             | 2:11:42         | 7               |
| Карім Хуссейн       | 400 м з бар'єрами | 49.80            | 5                | Завершив виступ | Завершив виступ | Завершив виступ | Завершив виступ |
| Крістіан Крейєнбюль | Марафон           | Н/Д              | Н/Д              | Н/Д             | Н/Д             | 2:21:13         | 76              |

Жінки
| Спортсменка                                                                            | Дисципліна           | Попередній забіг | Попередній забіг | Чвертьфінал | Чвертьфінал | Півфінал         | Півфінал         | Фінал            | Фінал            |
| Спортсменка                                                                            | Дисципліна           | Результат        | Місце            | Результат   | Місце       | Результат        | Місце            | Результат        | Місце            |
| -------------------------------------------------------------------------------------- | -------------------- | ---------------- | ---------------- | ----------- | ----------- | ---------------- | ---------------- | ---------------- | ---------------- |
| Селіна Бюхель                                                                          | 800 м                | 1:59.00          | 1 Q              | Н/Д         | Н/Д         | 1:59.35          | 3                | Завершила виступ | Завершила виступ |
| Петра Фонтаніве                                                                        | 400 м з бар'єрами    | 56.80            | 6                | Н/Д         | Н/Д         | Завершила виступ | Завершила виступ | Завершила виступ | Завершила виступ |
| Муджинга Камбунджі                                                                     | 100 м                | Bye              | Bye              | 11.19       | 3 q         | 11.16            | 6                | Завершила виступ | Завершила виступ |
| Муджинга Камбунджі                                                                     | 200 м                | 22.78            | 3 q              | Н/Д         | Н/Д         | 22.83            | 6                | Завершила виступ | Завершила виступ |
| Майя Ноєншвандер                                                                       | Марафон              | Н/Д              | Н/Д              | Н/Д         | Н/Д         | Н/Д              | Н/Д              | 2:34:27          | 29               |
| Клелія Реус                                                                            | 100 м з бар'єрами    | 12.91            | 4 q              | Н/Д         | Н/Д         | 12.96            | 5                | Завершила виступ | Завершила виступ |
| Фаб'єнн Щлумф                                                                          | 3000 м з перешкодами | 9:30.54          | 6 q              | Н/Д         | Н/Д         | Н/Д              | Н/Д              | 9:59.30          | 18               |
| Леа Шпрунгер                                                                           | 400 м з бар'єрами    | 56.58            | 4                | Н/Д         | Н/Д         | Завершила виступ | Завершила виступ | Завершила виступ | Завершила виступ |
| Сара Атчо Ajla del Ponte Муджинга Камбунджі Саломе Кора Marisa Lavanchy Еллен Шпрунгер | 4×100 м              | 43.12            | 5                | Н/Д         | Н/Д         | Н/Д              | Н/Д              | Завершила виступ | Завершила виступ |

Технічні дисципліни
| Спортсмен      | Дисципліна                 | Кваліфікація       | Кваліфікація | Фінал              | Фінал           |
| Спортсмен      | Дисципліна                 | Результат у метрах | Місце        | Результат у метрах | Місце           |
| -------------- | -------------------------- | ------------------ | ------------ | ------------------ | --------------- |
| Ніколь Бюхлер  | стрибки з жердиною (жінки) | 4.55               | =8 q         | 4.70               | 6               |
| Ангеліка Мозер | стрибки з жердиною (жінки) | 4.45               | 23           | Завершив виступ    | Завершив виступ |

## Бадмінтон
| Спортсмен    | Дисципліна               | Груповий етап                 | Груповий етап                 | Груповий етап | Вибування          | Чвертьфінал        | Півфінал           | Фінал / БМ         | Фінал / БМ       |
| Спортсмен    | Дисципліна               | Суперник Результат            | Суперник Результат            | Місце         | Суперник Результат | Суперник Результат | Суперник Результат | Суперник Результат | Місце            |
| ------------ | ------------------------ | ----------------------------- | ----------------------------- | ------------- | ------------------ | ------------------ | ------------------ | ------------------ | ---------------- |
| Сабріна Жаке | одиночний розряд (жінки) | Гілмур (GBR) L (15–21, 17–21) | Зечірі (BUL) L (15–21, 17–21) | 3             | Завершила виступ   | Завершила виступ   | Завершила виступ   | Завершила виступ   | Завершила виступ |

## Веслування на байдарках і каное

### Слалом
| Спортсмен               | Дисципліна   | Попередній раунд | Попередній раунд | Попередній раунд | Попередній раунд | Попередній раунд | Попередній раунд | Півфінал | Півфінал | Фінал  | Фінал |
| Спортсмен               | Дисципліна   | Заплив 1         | Місце            | Заплив 2         | Місце            | Кращий           | Місце            | Час      | Місце    | Час    | Місце |
| ----------------------- | ------------ | ---------------- | ---------------- | ---------------- | ---------------- | ---------------- | ---------------- | -------- | -------- | ------ | ----- |
| Лукас Верро Симон Верро | чоловіки К-2 | 158.47           | 11               | 110.56           | 6                | 110.56           | 9 Q              | 115.40   | 9 Q      | 111.52 | 9     |

### Спринт
| Спортсмен  | Дисципліна             | Заїзди   | Заїзди | Півфінали       | Півфінали       | Фінал           | Фінал           |
| Спортсмен  | Дисципліна             | Час      | Місце  | Час             | Місце           | Час             | Місце           |
| ---------- | ---------------------- | -------- | ------ | --------------- | --------------- | --------------- | --------------- |
| Фабіо Вісс | Б-1, 1000 м (чоловіки) | 3:41.985 | 7      | Завершив виступ | Завершив виступ | Завершив виступ | Завершив виступ |

Пояснення до кваліфікації: FA = Кваліфікувались до фіналу A (за медалі); FB = Кваліфікувались до фіналу B (не за медалі)

## Велоспорт

### Шосе
| Спортсмен           | Дисципліна                         | Час          | Місце        |
| ------------------- | ---------------------------------- | ------------ | ------------ |
| Мікаель Альбазіні   | Групова шосейна гонка (чоловіки)   | Не фінішував | Не фінішував |
| Фаб'ян Канчеллара   | Групова шосейна гонка (чоловіки)   | 6:21:54      | 34           |
| Фаб'ян Канчеллара   | роздільна шосейна гонка (чоловіки) | 1:12:15.42   | 1            |
| Стів Морабіто       | Групова шосейна гонка (чоловіки)   | Не фінішував | Не фінішував |
| Себастьєн Райхенбах | Групова шосейна гонка (чоловіки)   | 6:13:36      | 19           |
| Йоланда Нефф        | групова шосейна гонка (жінки)      | 3:51:47      | 8            |

### Трек
Переслідування
| Спортсмен                                                 | Дисципліна                               | Кваліфікація | Кваліфікація | Півфінали                | Півфінали | Фінал                | Фінал |
| Спортсмен                                                 | Дисципліна                               | Час          | Місце        | Opponent Результати      | Місце     | Opponent Результати  | Місце |
| --------------------------------------------------------- | ---------------------------------------- | ------------ | ------------ | ------------------------ | --------- | -------------------- | ----- |
| Олів'є Бер Сільван Дільє Франк Паше Тері Шир Сіріл Тьєрі* | командна гонка переслідування (чоловіки) | 4:03.845     | 7 Q          | Німеччина (GER) 4:03.580 | 7         | Китай (CHN) 4:01.786 | 7     |

Омніум
| Спортсмен   | Дисципліна        | Скретч | Скретч | Індивідуальна гонка переслідування | Індивідуальна гонка переслідування | Індивідуальна гонка переслідування | Гонка на вибування | Гонка на вибування | Гіт з місця на 1 км | Гіт з місця на 1 км | Гіт з місця на 1 км | Гіт з ходу на 250 м | Гіт з ходу на 250 м | Гіт з ходу на 250 м | Гонка за очками | Гонка за очками | Загалом points | Місце |
| Спортсмен   | Дисципліна        | Місце  | Очки   | Час                                | Місце                              | Очки                               | Місце              | Очки               | Час                 | Місце               | Очки                | Час                 | Місце               | Очки                | Очки            | Місце           | Загалом points | Місце |
| ----------- | ----------------- | ------ | ------ | ---------------------------------- | ---------------------------------- | ---------------------------------- | ------------------ | ------------------ | ------------------- | ------------------- | ------------------- | ------------------- | ------------------- | ------------------- | --------------- | --------------- | -------------- | ----- |
| Ґаель Сутер | омніум (чоловіки) | 15     | 12     | 4:36.674                           | 17                                 | 17                                 | 8                  | 26                 | 1:04.433            | 13                  | 16                  | 12.981              | 5                   | 32                  | 13              | 1               | 95             | 12    |

### Маунтінбайк
| Спортсмен       | Дисципліна             | Час          | Місце        |
| --------------- | ---------------------- | ------------ | ------------ |
| Ларс Фьорстер   | маунтінбайк (чоловіки) | Не фінішував | Не фінішував |
| Матіас Флюкіґер | маунтінбайк (чоловіки) | 1:35:52      | 6            |
| Ніно Шуртер     | маунтінбайк (чоловіки) | 1:33:28      | 1            |
| Лінда Індерґанд | маунтінбайк (жінки)    | 1:33:27      | 8            |
| Йоланда Нефф    | маунтінбайк (жінки)    | 1:32:43      | 6            |

### BMX
| Спортсмен  | Дисципліна     | Кваліфікація | Кваліфікація | Чвертьфінал | Чвертьфінал | Півфінал | Півфінал | Фінал           | Фінал           |
| Спортсмен  | Дисципліна     | Результат    | Місце        | Очки        | Місце       | Очки     | Місце    | Результат       | Місце           |
| ---------- | -------------- | ------------ | ------------ | ----------- | ----------- | -------- | -------- | --------------- | --------------- |
| Давід Ґраф | BMX (чоловіки) | 34.678       | 2            | 14          | 4 Q         | 22       | 7        | Завершив виступ | Завершив виступ |

## Кінний спорт

### Виїздка
| Спортсмен               | Кінь    | Дисципліна    | Grand Prix | Grand Prix | Grand Prix Special | Grand Prix Special | Grand Prix Freestyle | Grand Prix Freestyle | Загалом         | Загалом         |
| Спортсмен               | Кінь    | Дисципліна    | Результат  | Місце      | Результат          | Місце              | За техніку           | За артистизм         | Результат       | Місце           |
| ----------------------- | ------- | ------------- | ---------- | ---------- | ------------------ | ------------------ | -------------------- | -------------------- | --------------- | --------------- |
| Марсела Крінке-Сусмельж | Molberg | Індивідуальні | 72.700     | 24 Q       | 72.885             | 24                 | Завершив виступ      | Завершив виступ      | Завершив виступ | Завершив виступ |

### Триборство
| Спортсмен   | Кінь          | Дисципліна    | Виїздка      | Виїздка | Крос         | Крос       | Крос       | Конкур          | Конкур          | Конкур          | Конкур          | Конкур          | Конкур          | Загалом         | Загалом         |
| Спортсмен   | Кінь          | Дисципліна    | Виїздка      | Виїздка | Крос         | Крос       | Крос       | Кваліфікація    | Кваліфікація    | Кваліфікація    | Фінал           | Фінал           | Фінал           | Загалом         | Загалом         |
| Спортсмен   | Кінь          | Дисципліна    | Штрафні очки | Місце   | Штрафні очки | Загалом    | Місце      | Штрафні очки    | Загалом         | Місце           | Штрафні очки    | Загалом         | Місце           | Штрафні очки    | Місце           |
| ----------- | ------------- | ------------- | ------------ | ------- | ------------ | ---------- | ---------- | --------------- | --------------- | --------------- | --------------- | --------------- | --------------- | --------------- | --------------- |
| Бен Вогг    | Noe des Vatys | Індивідуальні | 51.70        | 49      | 82.40        | 134.10     | 43         | 14.00           | 148.00          | 43              | Завершив виступ | Завершив виступ | Завершив виступ | 148.00          | 43              |
| Фелікс Фогг | Onfire        | Індивідуальні | 46.70        | 25      | Eliminated   | Eliminated | Eliminated | Завершив виступ | Завершив виступ | Завершив виступ | Завершив виступ | Завершив виступ | Завершив виступ | Завершив виступ | Завершив виступ |

### Конкур
| Спортсмен                                        | Кінь                | Дисципліна    | Кваліфікація | Кваліфікація | Кваліфікація | Кваліфікація | Кваліфікація | Кваліфікація | Кваліфікація | Кваліфікація | Фінал           | Фінал           | Фінал           | Фінал           | Фінал           | Загалом         | Загалом         |
| Спортсмен                                        | Кінь                | Дисципліна    | Раунд 1      | Раунд 1      | Раунд 2      | Раунд 2      | Раунд 2      | Раунд 3      | Раунд 3      | Раунд 3      | Фінал A         | Фінал A         | Фінал B         | Фінал B         | Фінал B         | Загалом         | Загалом         |
| Спортсмен                                        | Кінь                | Дисципліна    | Штрафні очки | Місце        | Штрафні очки | Загалом      | Місце        | Штрафні очки | Загалом      | Місце        | Штрафні очки    | Місце           | Штрафні очки    | Загалом         | Місце           | Штрафні очки    | Місце           |
| ------------------------------------------------ | ------------------- | ------------- | ------------ | ------------ | ------------ | ------------ | ------------ | ------------ | ------------ | ------------ | --------------- | --------------- | --------------- | --------------- | --------------- | --------------- | --------------- |
| Ромен Дюге                                       | Quorida de Treho    | Індивідуальні | 4            | =27 Q        | 0            | 4            | =15 Q        | 5            | 9            | =23 Q        | 12              | 32              | Завершив виступ | Завершив виступ | Завершив виступ | 12              | 32              |
| Мартін Фукс                                      | Clooney             | Індивідуальні | 4 #          | =27 Q        | 0            | 4            | =15 Q        | 5 #          | 9            | =23 Q        | 0               | =1 Q            | 4               | 4               | =9              | 4               | =9              |
| Стів Герда                                       | Nino des Buissonets | Індивідуальні | 0            | =1 Q         | 8            | 8            | =30 Q        | 1            | 9            | =23 Q        | 0               | =1 Q            | 0               | 0               | =1 JO           | 4               | 4               |
| Яніка Шпрунгер                                   | Bonne Chance        | Індивідуальні | 0            | =1 Q         | 8            | 8 #          | =30 Q        | 1            | 9            | =23*         | Завершив виступ | Завершив виступ | Завершив виступ | Завершив виступ | Завершив виступ | Завершив виступ | Завершив виступ |
| Ромен Дюге Мартін Фукс Стів Герда Яніка Шпрунгер | Див. вище           | Команда       | 8            | =8           | 8            | Н/Д          | =7 Q         | 7            | 15           | 6            | Н/Д             | Н/Д             | Н/Д             | Н/Д             | Н/Д             | 15              | 6               |

"#" позначає, що очки цього вершника не входять до заліку командного змагання, оскільки зараховуються лише результати трьох найкращих вершників.

## Фехтування
| Спортсмен                                                   | Дисципліна                     | 1/32 фіналу         | 1/16 фіналу         | 1/8 фіналу            | Чвертьфінал           | Півфінал                                     | Фінал / БМ                                          | Фінал / БМ       |
| Спортсмен                                                   | Дисципліна                     | Суперник Результат  | Суперник Результат  | Суперник Результат    | Суперник Результат    | Суперник Результат                           | Суперник Результат                                  | Місце            |
| ----------------------------------------------------------- | ------------------------------ | ------------------- | ------------------- | --------------------- | --------------------- | -------------------------------------------- | --------------------------------------------------- | ---------------- |
| Макс Хайнцер                                                | індивідуальна шпага (чоловіки) | Bye                 | Піццо (ITA) W 15–11 | Анохін (RUS) W 15–7   | Park S-y (KOR) L 4–15 | Завершив виступ                              | Завершив виступ                                     | Завершив виступ  |
| Фабіан Каутер                                               | індивідуальна шпага (чоловіки) | Bye                 | Герей (UKR) W 15–9  | Борель (FRA) L 14–15  | Завершив виступ       | Завершив виступ                              | Завершив виступ                                     | Завершив виступ  |
| Беньямін Штеффен                                            | індивідуальна шпага (чоловіки) | Bye                 | Пріор (USA) W 15–14 | Нікішин (UKR) W 15–14 | Борель (FRA) W 15–10  | Park S-y (KOR) L 9–15                        | Грум'є (FRA) L 11–15                                | 4                |
| Макс Хайнцер Фабіан Каутер Беньямін Штеффен Peer Borsky (r) | командна шпага (чоловіки)      | Н/Д                 | Н/Д                 | Bye                   | Італія (ITA) L 32–45  | Класифікаційний півфінал Росія (RUS) W 45–28 | поєдинок за 5-те місце Південна Корея (KOR) L 36–45 | 6                |
| Тіффані Геруде                                              | індивідуальна шпага (жінки)    | Кошта (BRA) L 13–15 | Завершила виступ    | Завершила виступ      | Завершила виступ      | Завершила виступ                             | Завершила виступ                                    | Завершила виступ |

## Гольф
| Спортсмен          | Дисципліна | Раунд 1   | Раунд 2   | Раунд 3   | Раунд 4   | Загалом   | Загалом | Загалом |
| Спортсмен          | Дисципліна | Результат | Результат | Результат | Результат | Результат | Пар     | Місце   |
| ------------------ | ---------- | --------- | --------- | --------- | --------- | --------- | ------- | ------- |
| Фаб'єнн Ін-Альбон  | жінки      | 74        | 78        | 75        | 79        | 306       | +22     | 57      |
| Альбане Валенсуела | жінки      | 71        | 68        | 72        | 71        | 282       | −2      | =21     |

## Гімнастика

### Спортивна гімнастика
Чоловіки
Командна першість
| Спортсмен       | Дисципліна | Кваліфікація     | Кваліфікація | Кваліфікація | Кваліфікація | Кваліфікація | Кваліфікація | Кваліфікація | Кваліфікація | Фінал  | Фінал  | Фінал  | Фінал  | Фінал           | Фінал           | Фінал           | Фінал           |                 |                 |                 |                 |
| Спортсмен       | Дисципліна | Вправа           | Вправа       | Вправа       | Вправа       | Вправа       | Вправа       | Загалом      | Місце        | Вправа | Вправа | Вправа | Вправа | Вправа          | Вправа          | Загалом         | Місце           |                 |                 |                 |                 |
| --------------- | ---------- | ---------------- | ------------ | ------------ | ------------ | ------------ | ------------ | ------------ | ------------ | ------ | ------ | ------ | ------ | --------------- | --------------- | --------------- | --------------- | --------------- | --------------- | --------------- | --------------- |
| Спортсмен       | Дисципліна | Крістіан Бауманн | Команда      | Н/Д          | 14.333       | 14.133       | Н/Д          | Загалом      | Місце        | 14.933 | 13.700 | Н/Д    | Н/Д    | Завершив виступ | Завершив виступ | Завершив виступ | Завершив виступ | Завершив виступ | Завершив виступ | Завершив виступ | Завершив виступ |
| Пабло Бреггер   | 14.500     | 13.933           | Команда      | 14.033       | 13.800       | 14.833       | 15.100       | 86.199       | 21 Q         |        |        |        |        | Завершив виступ | Завершив виступ | Завершив виступ | Завершив виступ | Завершив виступ | Завершив виступ | Завершив виступ | Завершив виступ |
| Бенджамін Гішар | 15.066     | Н/Д              | Н/Д          | 14.300       | Н/Д          | Н/Д          | Н/Д          | Н/Д          |              |        |        |        |        | Завершив виступ | Завершив виступ | Завершив виступ | Завершив виступ | Завершив виступ | Завершив виступ | Завершив виступ | Завершив виступ |
| Олівер Хегі     | 13.966     | 14.066           | Команда      | 14.200       | 14.500       | 14.333       | 13.366       | 84.431       | 30           |        |        |        |        | Завершив виступ | Завершив виступ | Завершив виступ | Завершив виступ | Завершив виступ | Завершив виступ | Завершив виступ | Завершив виступ |
| Едді Юсоф       | 15.033     | 14.133           | Команда      | 14.533       | 15.200       | 13.300       | 13.166       | 85.365       | 25 Q         |        |        |        |        | Завершив виступ | Завершив виступ | Завершив виступ | Завершив виступ | Завершив виступ | Завершив виступ | Завершив виступ | Завершив виступ |
| Загалом         | 44.599     | 42.532           | Команда      | 42.866       | 44.000       | 44.099       | 42.166       | 260.262      | 9            |        |        |        |        | Завершив виступ | Завершив виступ | Завершив виступ | Завершив виступ | Завершив виступ | Завершив виступ | Завершив виступ | Завершив виступ |

Індивідуальні фінали
| Спортсмен | Дисципліна | Вправа        | Вправа             | Вправа | Вправа | Вправа | Вправа | Загалом | Місце |        |        |        |    |
| --------- | ---------- | ------------- | ------------------ | ------ | ------ | ------ | ------ | ------- | ----- | ------ | ------ | ------ | -- |
| Спортсмен | Дисципліна | Пабло Бреггер | Абсолютна першість | 14.933 | 14.033 | 13.908 | 14.300 | Загалом | Місце | 15.033 | 15.166 | 87.373 | 16 |
| Едді Юсоф | 14.633     | 14.533        | Абсолютна першість | 14.716 | 15.066 | 14.933 | 14.533 | 88.414  | 12    |        |        |        |    |

Жінки
| Спортсменка     | Дисципліна | Кваліфікація       | Кваліфікація       | Кваліфікація | Кваліфікація | Кваліфікація | Кваліфікація | Фінал  | Фінал  | Фінал  | Фінал  | Фінал   | Фінал |        |        |        |        |        |    |
| Спортсменка     | Дисципліна | Вправа             | Вправа             | Вправа       | Вправа       | Загалом      | Місце        | Вправа | Вправа | Вправа | Вправа | Загалом | Місце |        |        |        |        |        |    |
| --------------- | ---------- | ------------------ | ------------------ | ------------ | ------------ | ------------ | ------------ | ------ | ------ | ------ | ------ | ------- | ----- | ------ | ------ | ------ | ------ | ------ | -- |
| Спортсменка     | Дисципліна | Джулія Штайнгрубер | Абсолютна першість | 15.600       | 13.900       | Загалом      | Місце        | 12.733 | 14.666 | 56.899 | 15 Q   | Загалом | Місце | 15.366 | 13.800 | 13.666 | 14.733 | 57.565 | 10 |
| опорний стрибок | 15.600     | Джулія Штайнгрубер | Н/Д                | Н/Д          | Н/Д          | 15.600       | 5 Q          | 15.216 | Н/Д    | Н/Д    | Н/Д    | 15.216  | 3     |        |        |        |        |        |    |
| Вільні вправи   | Н/Д        | Н/Д                | Н/Д                | 14.666       | 14.666       | 3 Q          | Н/Д          | Н/Д    | Н/Д    | 11.800 | 11.800 | 8       |       |        |        |        |        |        |    |

## Дзюдо
| Спортсмен         | Категорія           | 1/32 фіналу        | 1/16 фіналу              | 1/8 фіналу               | Чвертьфінали       | Півфінали          | Втішний поєдинок   | Фінал / БМ         | Фінал / БМ       |
| Спортсмен         | Категорія           | Суперник Результат | Суперник Результат       | Суперник Результат       | Суперник Результат | Суперник Результат | Суперник Результат | Суперник Результат | Місце            |
| ----------------- | ------------------- | ------------------ | ------------------------ | ------------------------ | ------------------ | ------------------ | ------------------ | ------------------ | ---------------- |
| Людовік Шаммартен | до 60 кг (чоловіки) | Bye                | Пресіадо (ECU) W 001–000 | Урозбоєв (UZB) L 000–001 | Завершив виступ    | Завершив виступ    | Завершив виступ    | Завершив виступ    | Завершив виступ  |
| Сіріль Гроссклаус | до 90 кг (чоловіки) | Bye                | Іддір (FRA) L 000–000 S  | Завершив виступ          | Завершив виступ    | Завершив виступ    | Завершив виступ    | Завершив виступ    | Завершив виступ  |
| Евелін Чопп       | до 52 кг (жінки)    | Н/Д                | Нєто (FRA) W 100–000     | Келменді (KOS) L 000–100 | Завершила виступ   | Завершила виступ   | Завершила виступ   | Завершила виступ   | Завершила виступ |

## Академічне веслування
Чоловіки
| Спортсмен                                                      | Дисципліна               | Заїзди  | Заїзди | Втішний заплив | Втішний заплив | Півфінали | Півфінали | Фінал   | Фінал |
| Спортсмен                                                      | Дисципліна               | Час     | Місце  | Час            | Місце          | Час       | Місце     | Час     | Місце |
| -------------------------------------------------------------- | ------------------------ | ------- | ------ | -------------- | -------------- | --------- | --------- | ------- | ----- |
| Міхаель Шмід Даніель Відеркер                                  | Парні двійки, легка вага | 6:29.95 | 3 R    | 7:07.90        | 3 SC/D         | 7:22.15   | 1 FC      | 6:42.57 | 13    |
| Маріо Гір Сімон Ніпманн Сімон Шюрх Лукас Трамер                | Четвірки, легка вага     | 6:03.52 | 3 SA/B | Bye            | Bye            | 6:17.85   | 1 FA      | 6:20.51 | 1     |
| Барнабе Деларзе Августін Майллефер Роман Рееслі Ніко Штальберг | Парні четвірки           | 5:51.52 | 3 R    | 5:56.13        | 4 FB           | Bye       | Bye       | 6:11.18 | 7     |

Жінки
| Спортсменка   | Дисципліна     | Заїзди  | Заїзди | Втішний заплив | Втішний заплив | Чвертьфінали | Чвертьфінали | Півфінали | Півфінали | Фінал   | Фінал |
| Спортсменка   | Дисципліна     | Час     | Місце  | Час            | Місце          | Час          | Місце        | Час       | Місце     | Час     | Місце |
| ------------- | -------------- | ------- | ------ | -------------- | -------------- | ------------ | ------------ | --------- | --------- | ------- | ----- |
| Жаннін Гмелін | Парні одиночки | 8:28.10 | 2 QF   | Bye            | Bye            | 7:29.66      | 2 SA/B       | 7:49.83   | 3 FA      | 7:29.69 | 5     |

Пояснення до кваліфікації: FA=Фінал A (за медалі); FB=Фінал B (не за медалі); FC=Фінал C (не за медалі); FD=Фінал D (не за медалі); FE=Фінал E (не за медалі); FF=Фінал F (не за медалі); SA/B=Півфінали A/B; SC/D=Півфінали C/D; SE/F=Півфінали E/F; QF=Чвертьфінали; R=Потрапив у втішний заплив

## Вітрильний спорт
Чоловіки
| Спортсмен                      | Дисципліна | Заплив | Заплив | Заплив | Заплив | Заплив | Заплив | Заплив | Заплив | Заплив | Заплив | Заплив | Заплив | Заплив | Очки | Фінал rank |
| Спортсмен                      | Дисципліна | 1      | 2      | 3      | 4      | 5      | 6      | 7      | 8      | 9      | 10     | 11     | 12     | M*     | Очки | Фінал rank |
| ------------------------------ | ---------- | ------ | ------ | ------ | ------ | ------ | ------ | ------ | ------ | ------ | ------ | ------ | ------ | ------ | ---- | ---------- |
| Матео Санс Ланс                | RS:X       | 24     | 15     | 21     | 8      | 14     | 8      | 20     | 11     | 11     | 19     | 4      | 5      | EL     | 136  | 14         |
| Яннік Браучлі Ромуальд Гауссер | 470        | 11     | 4      | 19     | 7      | 10     | 10     | 8      | 22     | 15     | 8      | Н/Д    | Н/Д    | 2      | 94   | 9          |
| Люсьєн Кужан Себастьєн Шнайтер | 49er       | 5      | 16     | 12     | 4      | 17     | 15     | 15     | 10     | 16     | 5      | 17     | 5      | EL     | 120  | 13         |

Жінки
| Спортсменка                 | Дисципліна | Заплив | Заплив | Заплив | Заплив | Заплив | Заплив | Заплив | Заплив | Заплив | Заплив | Заплив | Очки | Фінал rank |
| Спортсменка                 | Дисципліна | 1      | 2      | 3      | 4      | 5      | 6      | 7      | 8      | 9      | 10     | M*     | Очки | Фінал rank |
| --------------------------- | ---------- | ------ | ------ | ------ | ------ | ------ | ------ | ------ | ------ | ------ | ------ | ------ | ---- | ---------- |
| Лінда Фарні Майя Зігенталер | 470        | 18     | 15     | 15     | 12     | 9      | 10     | 8      | 11     | 16     | 19     | EL     | 104  | 14         |

Змішаний
| Спортсмен                   | Дисципліна | Заплив | Заплив | Заплив | Заплив | Заплив | Заплив | Заплив | Заплив | Заплив | Заплив | Заплив | Заплив | Заплив | Очки | Фінал rank |
| Спортсмен                   | Дисципліна | 1      | 2      | 3      | 4      | 5      | 6      | 7      | 8      | 9      | 10     | 11     | 12     | M*     | Очки | Фінал rank |
| --------------------------- | ---------- | ------ | ------ | ------ | ------ | ------ | ------ | ------ | ------ | ------ | ------ | ------ | ------ | ------ | ---- | ---------- |
| Матіас Бюлер Наталі Бруггер | Nacra 17   | 1      | 6      | 6      | 19     | 11     | 18     | 10     | 7      | 5      | 5      | 1      | 10     | 20     | 100  | 7          |

M = Медальний заплив; EL = Вибув – не потрапив до медального запливу

## Стрільба
| Спортсмен             | Дисципліна                                       | Кваліфікація | Кваліфікація | Півфінал | Півфінал | Фінал            | Фінал            |
| Спортсмен             | Дисципліна                                       | Очки         | Місце        | Очки     | Місце    | Очки             | Місце            |
| --------------------- | ------------------------------------------------ | ------------ | ------------ | -------- | -------- | ---------------- | ---------------- |
| Ян Лохбілер           | гвинтівка лежачи, 50 метрів (чоловіки)           | 623.0        | 14           | Н/Д      | Н/Д      | Завершив виступ  | Завершив виступ  |
| Ян Лохбілер           | гвинтівка з трьох положень, 50 метрів (чоловіки) | 1166         | 30           | Н/Д      | Н/Д      | Завершив виступ  | Завершив виступ  |
| Ніна Крістен          | пневматична гвинтівка, 10 метрів (жінки)         | 414.7        | 16           | Н/Д      | Н/Д      | Завершила виступ | Завершила виступ |
| Ніна Крістен          | гвинтівка з трьох положень, 50 метрів (жінки)    | 586          | 2 Q          | Н/Д      | Н/Д      | 414.8            | 6                |
| Хейді Дітхельм Гербер | пневматичний пістолет, 10 метрів (жінки)         | 376          | 35           | Н/Д      | Н/Д      | Завершила виступ | Завершила виступ |
| Хейді Дітхельм Гербер | пістолет, 25 метрів (жінки)                      | 582          | 7 Q          | 18       | 4 q      | 8                | 3                |
| Сара Горнунг          | пневматична гвинтівка, 10 метрів (жінки)         | 414.3        | 21           | Н/Д      | Н/Д      | Завершила виступ | Завершила виступ |

Пояснення до кваліфікації: Q = Пройшов у наступне коло; q = Кваліфікувався щоб змагатись у поєдинку за бронзову медаль

## Плавання
Чоловіки
| Спортсмен           | Дисципліна           | Попередній заплив | Попередній заплив | Півфінал        | Півфінал        | Фінал           | Фінал           |
| Спортсмен           | Дисципліна           | Час               | Місце             | Час             | Місце           | Час             | Місце           |
| ------------------- | -------------------- | ----------------- | ----------------- | --------------- | --------------- | --------------- | --------------- |
| Жеремі Депланш      | 200 м комплексом     | 1:59.67           | =12 Q             | 2:00.38         | 13              | Завершив виступ | Завершив виступ |
| Жеремі Депланш      | 400 м комплексом     | 4:15.46 NR        | 13                | Н/Д             | Н/Д             | Завершив виступ | Завершив виступ |
| Александр Гальдеман | 200 м вільним стилем | 1:49.94           | 38                | Завершив виступ | Завершив виступ | Завершив виступ | Завершив виступ |
| Яннік Кесер         | 100 м брасом         | 1:00.71           | =24               | Завершив виступ | Завершив виступ | Завершив виступ | Завершив виступ |
| Яннік Кесер         | 200 м брасом         | 2:11.77           | 20                | Завершив виступ | Завершив виступ | Завершив виступ | Завершив виступ |

Жінки
| Спортсменка                                                      | Дисципліна                        | Попередній заплив | Попередній заплив | Півфінал         | Півфінал         | Фінал            | Фінал            |
| Спортсменка                                                      | Дисципліна                        | Час               | Місце             | Час              | Місце            | Час              | Місце            |
| ---------------------------------------------------------------- | --------------------------------- | ----------------- | ----------------- | ---------------- | ---------------- | ---------------- | ---------------- |
| Александра Турецкі                                               | 50 м вільним стилем               | 25.66             | 41                | Завершила виступ | Завершила виступ | Завершила виступ | Завершила виступ |
| Марія Уголкова                                                   | 100 м вільним стилем              | 54.85             | 23                | Завершила виступ | Завершила виступ | Завершила виступ | Завершила виступ |
| Марія Уголкова                                                   | 200 м комплексом                  | 2:13.77           | 19                | Завершила виступ | Завершила виступ | Завершила виступ | Завершила виступ |
| Мартіна ван Беркель                                              | 200 м на спині                    | 2:13.46           | 24                | Завершила виступ | Завершила виступ | Завершила виступ | Завершила виступ |
| Мартіна ван Беркель                                              | 200 м батерфляєм                  | 2:08.00 NR        | 11 Q              | 2:07.90 NR       | 12               | Завершила виступ | Завершила виступ |
| Мартіна ван Беркель                                              | 400 м комплексом                  | 4:45.12           | 24                | Н/Д              | Н/Д              | Завершила виступ | Завершила виступ |
| Даніель Вілларс                                                  | 100 м батерфляєм                  | 59.45             | =27               | Завершила виступ | Завершила виступ | Завершила виступ | Завершила виступ |
| Noémi Girardet Александра Турецкі Марія Уголкова Даніель Вілларс | Естафета 4 × 100 м вільним стилем | 3:41.02 NR        | 14                | Н/Д              | Н/Д              | Завершила виступ | Завершила виступ |

## Синхронне плавання
| Спортсменка           | Дисципліна | Обов'язкова програма | Обов'язкова програма | Довільна програма (попередня) | Довільна програма (попередня)    | Довільна програма (попередня) | Довільна програма (фінал) | Довільна програма (фінал)        | Довільна програма (фінал) |
| Спортсменка           | Дисципліна | Очки                 | Місце                | Очки                          | Загалом (обов'язкова + довільна) | Місце                         | Очки                      | Загалом (обов'язкова + довільна) | Місце                     |
| --------------------- | ---------- | -------------------- | -------------------- | ----------------------------- | -------------------------------- | ----------------------------- | ------------------------- | -------------------------------- | ------------------------- |
| Софі Гігер Саша Краус | Дуети      | 83.3366              | 13                   | 83.5667                       | 166.9033                         | 14                            | Завершила виступ          | Завершила виступ                 | Завершила виступ          |

## Теніс
| Спортсмен                     | Дисципліна               | 1/32 фіналу                             | 1/16 фіналу                              | 1/8 фіналу                               | Чвертьфінали                         | Півфінали                                         | Фінал / БМ                          | Фінал / БМ       |
| Спортсмен                     | Дисципліна               | Суперник Результат                      | Суперник Результат                       | Суперник Результат                       | Суперник Результат                   | Суперник Результат                                | Суперник Результат                  | Місце            |
| ----------------------------- | ------------------------ | --------------------------------------- | ---------------------------------------- | ---------------------------------------- | ------------------------------------ | ------------------------------------------------- | ----------------------------------- | ---------------- |
| Тімеа Бачинскі                | одиночний розряд (жінки) | Zhang S (CHN) L 7–6(7–4), 4–6, 6–7(7–9) | Завершила виступ                         | Завершила виступ                         | Завершила виступ                     | Завершила виступ                                  | Завершила виступ                    | Завершила виступ |
| Тімеа Бачинскі Мартіна Хінгіс | Парний розряд (жінки)    | Н/Д                                     | Гаврилова / Стосур (AUS) W 6–4, 4–6, 6–2 | Маттек-Сендс / Вандевей (USA) W 6–4, 6–4 | Chan H-c / Chan Y-j (TPE) W 6–3, 6–0 | Hlaváčková / Градецька (CZE) W 5–7, 7–6(7–3), 6–2 | Макарова / Весніна (RUS) L 4–6, 4–6 | 2                |

## Тріатлон
| Спортсмен         | Дисципліна | Плавання, 1,5 км | Перехід 1 | Велосипед, 40 км | Перехід 2 | Біг, 10 км | Загалом Time | Місце |
| ----------------- | ---------- | ---------------- | --------- | ---------------- | --------- | ---------- | ------------ | ----- |
| Свен Рідерер      | чоловіки   | 17:48            | 0:49      | 56:03            | 0:35      | 33:00      | 1:48:15      | 19    |
| Андреа Салвісберг | чоловіки   | 17:28            | 0:26      | 55:04            | 0:38      | 34:00      | 1:47:56      | 16    |
| Йоланда Аннен     | жінки      | 19:19            | 0:51      | 1:01:20          | 0:40      | 37:32      | 1:59:42      | 14    |
| Нікола Шпіріг     | жінки      | 19:12            | 0:54      | 1:01:22          | 0:38      | 34:50      | 1:56:56      | 2     |

## Волейбол

### Пляжний
| Спортсмен                       | Дисципліна | Груповий етап | Місце | 1/8 фіналу                                                 | Чвертьфінали                                         | Півфінали          | Фінал / БМ         | Фінал / БМ      |
| Спортсмен                       | Дисципліна | Суперник Результат | Місце | Суперник Результат                                         | Суперник Результат                                   | Суперник Результат | Суперник Результат | Місце           |
| ------------------------------- | ---------- | --- | ----- | ---------------------------------------------------------- | ---------------------------------------------------- | ------------------ | ------------------ | --------------- |
| Ізабель Форрер Анук Верже-Депре | жінки      | Група C Wang F – Yue Y (CHN) L 1 – 2 (22–24, 21–18, 12–15) Artacho – Laird (AUS) W 2 – 1 (19–21, 21–16, 21–19) Росс – Walsh Jennings (USA) L 1 – 2 (13–21, 24–22, 12–15) | 3 Q   | Людвіг – Валкенгорст (GER) L 0 – 2 (19–21, 10–21)          | Завершив виступ                                      | Завершив виступ    | Завершив виступ    | Завершив виступ |
| Жоана Гайдріх Надін Цумкер      | жінки      | Pool E Боргер – Бюте (GER) W 2 – 0 (21–12, 21–16) Бенслі – Паван (CAN) L 0 – 2 (18–21, 18–21) van Gestel – van der Vlist (NED) W 2 – 1 (17–21, 21–11, 15–8)              | 2 Q   | Меппелінк – van Iersel (NED) W 2 – 0 (19–21, 21–13, 15–10) | Франса – Антунеш (BRA) L 1 – 2 (23–21, 25–27, 13–15) | Завершив виступ    | Завершив виступ    | Завершив виступ |